# Festival del Cante de las Minas
El Festival Internacional del Cante de las Minas es un certamen español de flamenco que se celebra cada año en La Unión, Región de Murcia, y cuya primera edición fue realizada el 13 de octubre de 1961.
El festival nació como un concurso de canto gracias al impulso que dieron figuras como el cantaor Juanito Valderrama o el alcalde de La Unión Esteban Bernal, sin embargo, en la década de 1980 se amplió con la incorporación de una sección competitiva de guitarra, mientras que en la década de 1990 se anexó una sección de baile; actualmente, el certamen también considera una cuarta sección para instrumentistas flamencos cuya primera versión se realizó en 2009. El evento se realiza en el Antiguo Mercado Público desde 1978 y está abierto tanto a participantes anónimos como a profesionales, teniendo como premio a la denominada Lámpara Minera, galardón que tuvo como primer depositante a Antonio Piñana.
Los organizadores además consideran dentro de su programación un conjunto de galas, donde se realizan diversas presentaciones de los principales exponentes del mundo del flamenco, tales como Camarón, Paco de Lucía o Antonio Canales, entre otros.
Este festival conmemora los cantes minero-levantinos que se desarrollaron en el siglo XIX en la Sierra minera de Cartagena-La Unión, procedentes en su mayoría de mineros andaluces. A través de este Festival se intenta transmitir el sufrimiento y los “quejios” del día a día en la mina.

Cartel anunciador del festival pintado por Antoni Tàpies

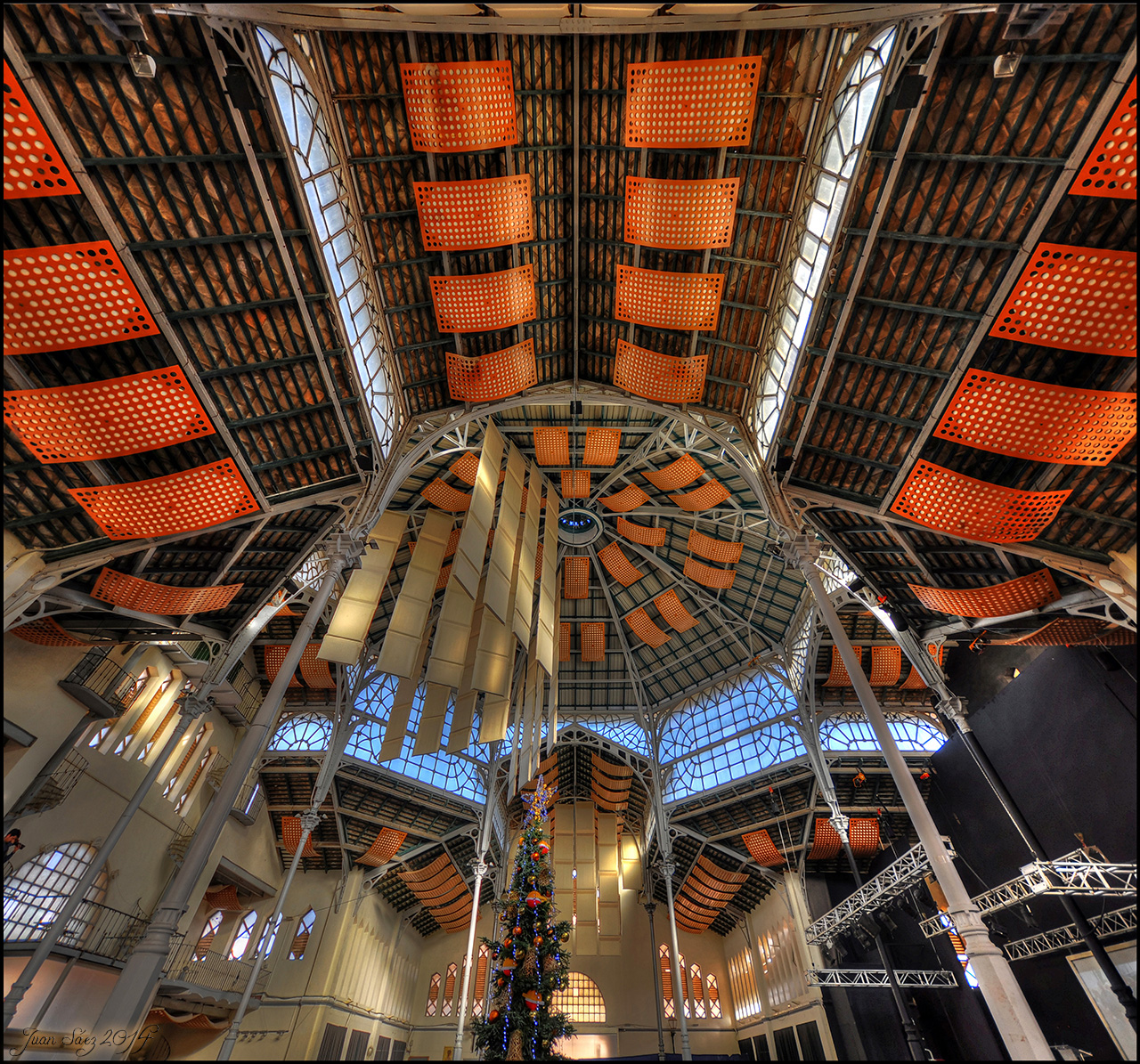
Interior de la sede del festival

En 1984 el Festival Internacional del Cante de las Minas fue declarado de interés turístico nacional, y los Cantes Mineros y de Levante fueron declarados Bien de Interés Cultural de carácter inmaterial en 2010. En noviembre de 2010, además, todo el flamenco fue declarado por la UNESCO 'patrimonio cultural inmaterial de la Humanidad'.
En 2011 recibió el ‘Premio a la Difusión de la Música’ que otorga Academia de la Música.
Entre los premios otorgados en este festival y atendiendo a su importancia destacan: la Lámpara Minera, el Bordón Minero, el Trofeo desplante y el Premio Filón.
Así como un galardón dedicado a “otros cantes de Málaga, Granada, Córdoba y Huelva”.
Figuras del cante como Miguel Poveda se han dado a conocer desde este Festival.